# Mascote (kommun)
Mascote är en kommun i Brasilien.   Den ligger i delstaten Bahia, i den östra delen av landet, 900 km öster om huvudstaden Brasília. Antalet invånare är 14 640.
Följande samhällen finns i Mascote:
- Mascote

I omgivningarna runt Mascote växer i huvudsak städsegrön lövskog. Runt Mascote är det mycket glesbefolkat, med 6 invånare per kvadratkilometer.